# 广西拉拉藤
广西拉拉藤（学名：Galium elegans var. glabriusculum）为茜草科拉拉藤属下的一个变种。

## 扩展阅读
- 維基物種上的相關：广西拉拉藤